# Васищево
Ва́сищево (укр. Васищеве) — посёлок, Васищевский поселковый совет, Харьковский район, Харьковская область, Украина.
Является административным центром Васищевского поселкового совета, в который, кроме того, входит посёлок Подолёх.

## Географическое положение
Посёлок городского типа Васищево находится в 12 км от Харькова на левом берегу реки Уды в месте впадения в неё реки Студенок,
выше по течению на расстоянии в 4 км расположен пгт Безлюдовка, ниже по течению на расстоянии в 1,5 км расположены село Темновка и Лизогубовка, на противоположном берегу — сёла Гусиная Поляна, Петрищево и Боровая. Через посёлок проходит автомобильная дорога Т-2105. На расстоянии в 2 км расположена железнодорожная станция Васищево (Петрищево).

## Происхождение названия
Царь Алексей Михайлович заселял московский рубеж боярами, отдавая им значительное количество земель. В 1647 году дети боярские Чугуевской сторожевой службы поселяются на отведенной им земле по реке Уды. Одним из первых боярских детей, поселившемся на реке Студенок, впадающей в реку Уды, был Прокофий Васищев. Его именем было названо первое поселение русских боярских детей. Земля здесь была отведена 29 боярским детям. Первое поселение 1647 года состояло из 29 дворов.
Потомки П. Васищева до сих пор живут в посёлке. За подвиг во время ВОВ орденом Ленина был награждён уроженец Васищево советский воин К. А. Васищев.

## История
- 1647 — дата основания.[7]

В августе 1668 года, во время антимосковского восстания, село было разгромлено и сожжено 3-тысячным объединенным войском казаков (верных Дорошенку) и татар во главе с Мустафой Мурзой.
Селение входило в состав Харьковского уезда Харьковской губернии Российской империи.
В 1884 году здесь было построено и открыто народное училище.
В 1938 году Васищево получило статус посёлок городского типа.
В 1940 году, перед ВОВ, в посёлке было 611 дворов, церковь, 4 ветряные мельницы, дома отдыха, паром через Уды и сельсовет.
Во время Великой Отечественной войны в 1941—1943 годах посёлок находился под немецкой оккупацией. Окончательно посёлок освобождён 19 августа 1943 года.
При освобождении посёлка от фашистов С. Н. Орешков повторил подвиг Александра Матросова, закрыв собою амбразуру дзота; за что посмертно был удостоен звания Герой Советского Союза. Его именем были названы средняя школа и центральная улица посёлка.
Васищевец П. А. Кубышкин за подвиги во время освобождения Крыма в районе Сапун-горы был удостоен звания Героя Советского Союза.
В годы войны 500 жителей посёлка воевали на фронтах в рядах Советской армии; из них погибли 214 воинов; 205 из них были награждены боевыми орденами и медалями СССР.
В 1966 году население составляло 4200 человек; в посёлке действовали средняя школа, два клуба, две библиотеки, больница, дом отдыха, пионерский лагерь, музей Героя Советского Союза С. М. Орешкина (в школе), лесное хозяйство площадью 1600 га, два совхоза: овоще-молочный имени Михаила Калинина (3800 га угодий) и свиноводческий совхоз «Васищевский» (468 га).
В 1976 году население составляло 4500 человек.
В январе 1989 года численность населения составляла 6099 человек.
В мае 1995 года Кабинет министров Украины утвердил решение о приватизации находившейся здесь строительной организации АТП-16345, в июле 1995 года было утверждено решение о приватизации совхоза им. Калинина.
На 1 января 2013 года численность населения составляла 6021 человек.

## Экономика
- Пансионат «Васищево».
- Харьковский детский оздоровительный лагерь «Ромашка».
- Пансионат ОАО «Укрпрофтур».
- «Харьков Химпром», ООО.
- Офисно-складской комплекс АО «Харьковэлектро».

## Объекты социальной сферы
- Васищевская общеобразовательная школа I—III ступеней.
- Библиотека.
- Больница.
- Детский сад.
- Локальная сеть Cyberlan.
- Музей Великой Отечественной войны.
- Кафе «Гурман»

## Достопримечательности
- Братская могила советских воинов, среди которых похоронен Орешков С. Н. — Герой Советского Союза. Похоронено 2822 воина.
- Памятный знак Орешкову С. Н. — Герою Советского Союза.

## Известные люди
- В посёлке родился, жил и был похоронен Герой Советского Союза Павел Кубышкин.
- Харин Василий Терентьевич — военный 4-й Киевськой дивизии Армии УНР, Герой Второго Зимнего похода.